# Головка полового члена

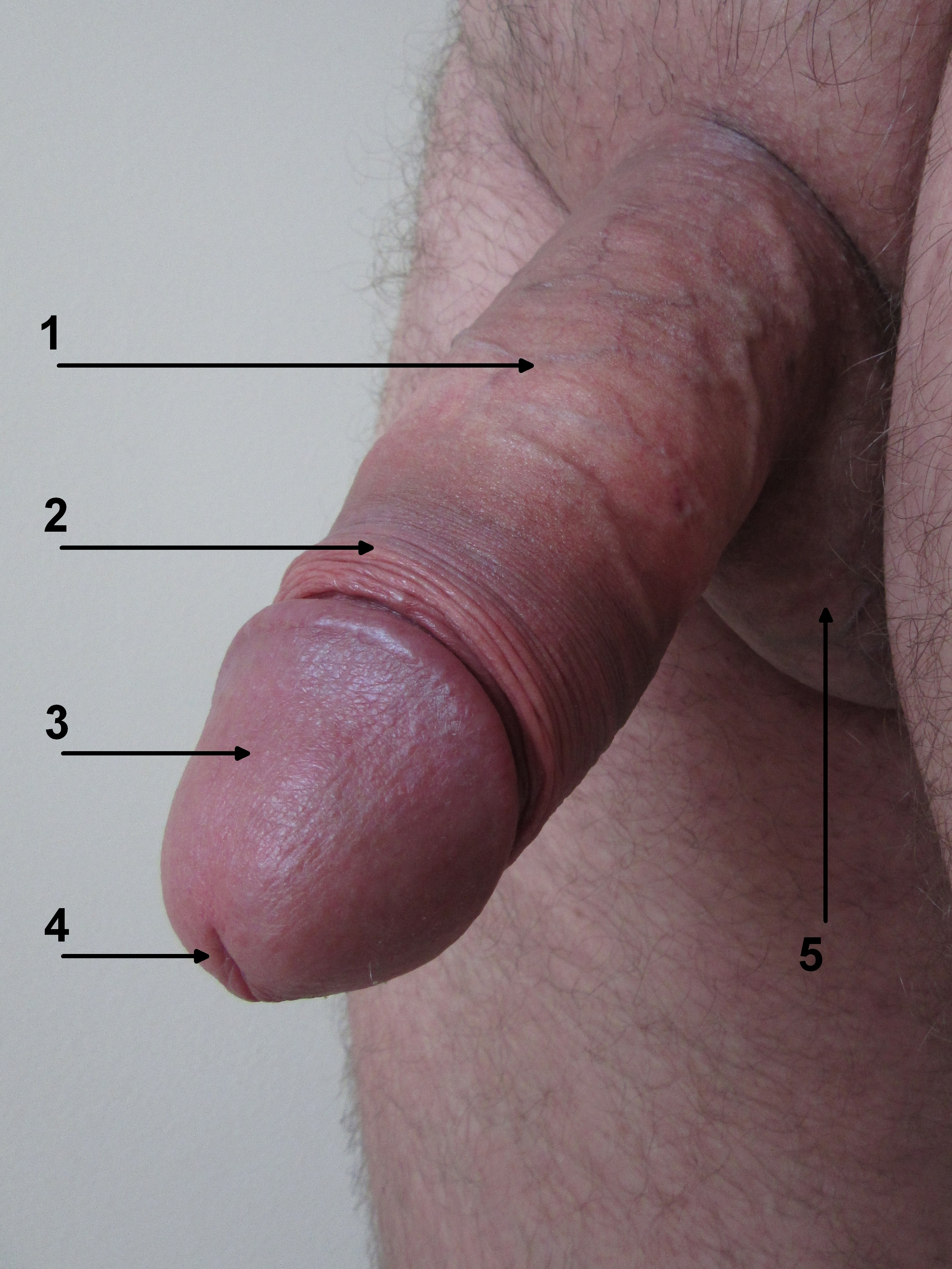
Половой член мужчины с обнаженной головкой. Не подвергался операции обрезания.
1) Тело (ствол) пениса
2) Крайняя плоть
3) Головка
4) Устье уретры

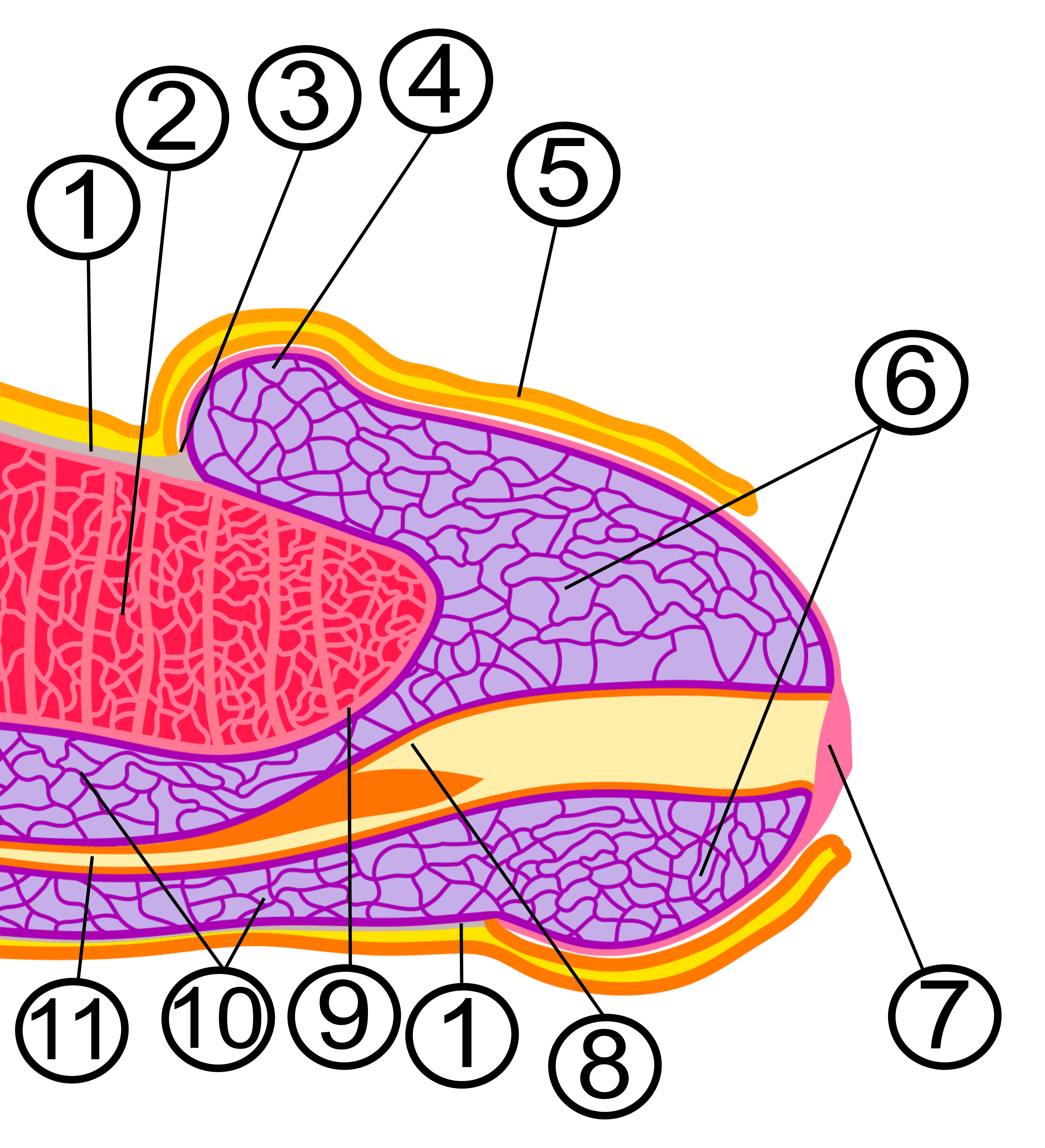
Внутренняя анатомия головки полового члена человека = 1. Фасция полового члена; 2. Пещеристые тела; 3. Венечная борозда; 4. Корона головки; 5. Крайняя плоть; 6. Головка полового члена; 7. Вход мочеиспускательного канала; 8. Ладьевидная ямка мужской уретры; 9. Белочная оболочка полового члена; 10. Губчатое тело; 11. Уретра.

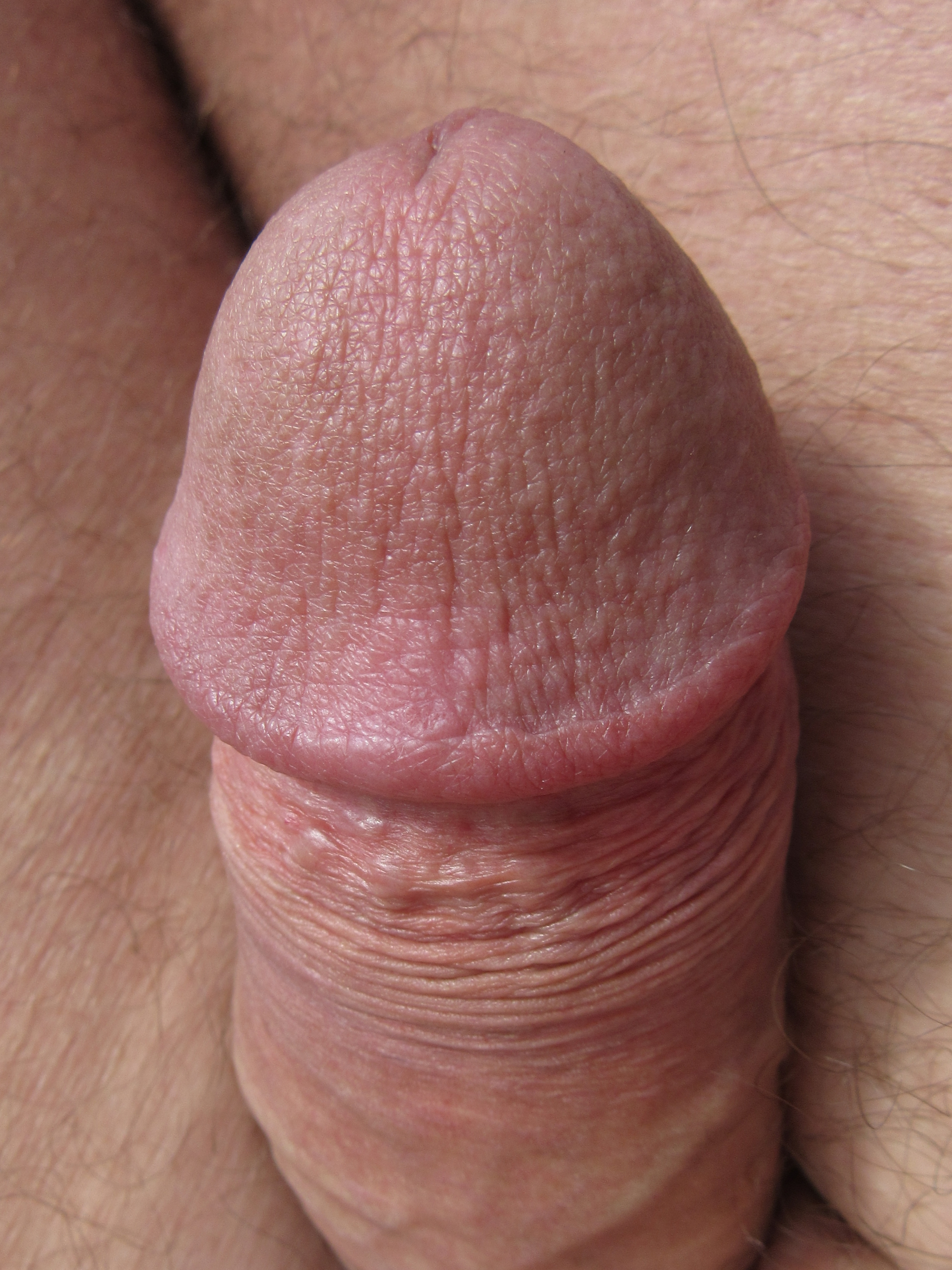
Обнажённая головка полового члена, вид сверху, с огрубевшей в результате длительного обнажения поверхностью (процесс кератинизации (ороговения))

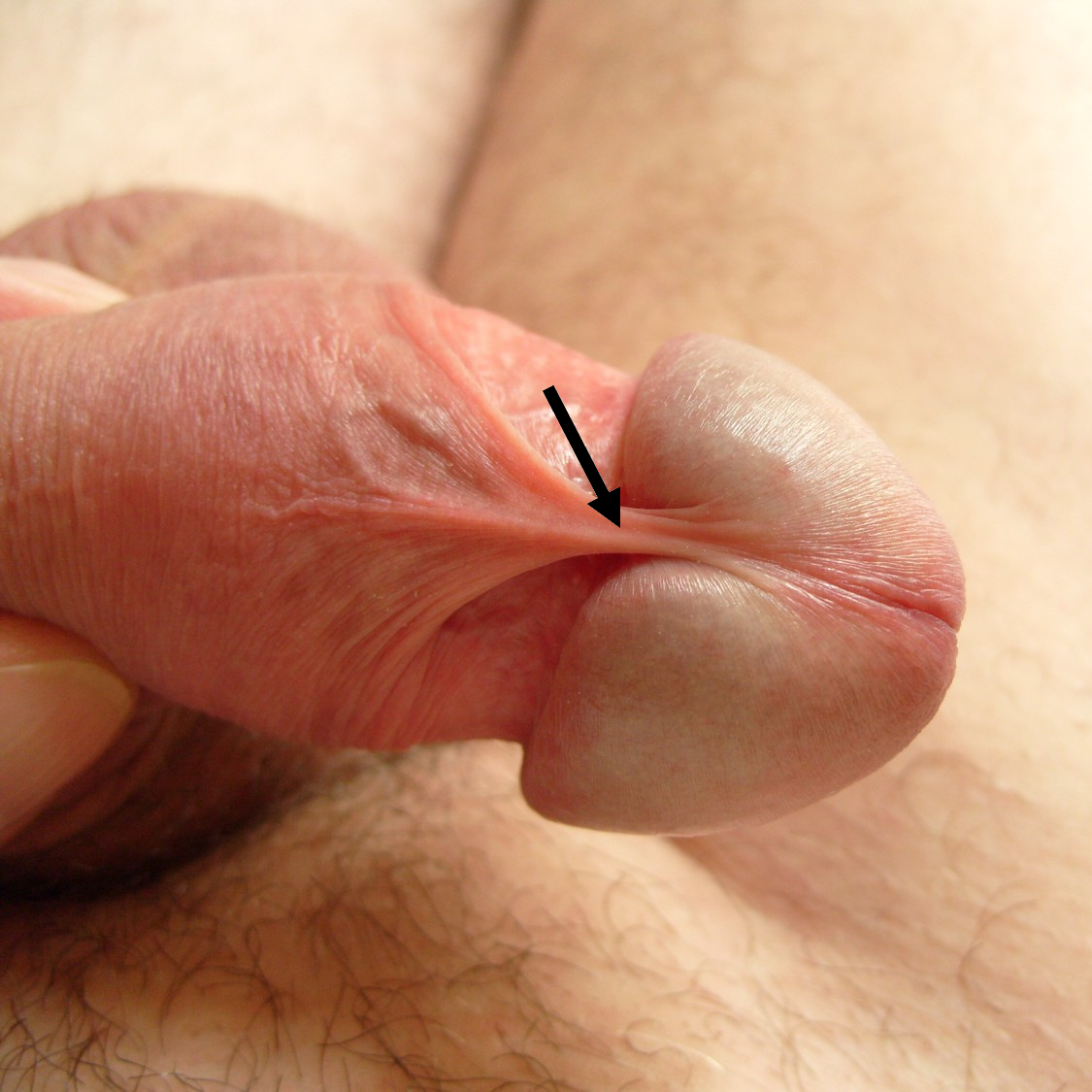
Головка полового члена, вид снизу. Отмечена стрелкой натянутая уздечка

Головка полового члена (лат. glans penis) — передняя часть одного из наружных мужских половых органов — полового члена. От природы обычно покрыта складкой кожи — крайней плотью.

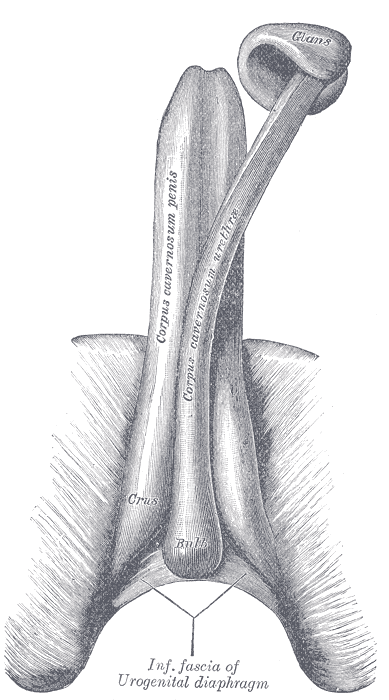
Головка (латин. и англ. glans) на конце губчатого тела уретры, отделенного на рисунке от пещеристого (кавернозного) тела полового члена

Это конечная (дистальная) часть пениса, образованная расширяющимся концом его губчатого тела, служащая его наружным окончанием, и имеющая форму тупого конуса с закруглённой верхушкой.
Выступающая над ними часть основания головки называется «венчиком» полового члена или коронкой головки полового члена (англ. Corona glandis).
Через головку проходит завершающийся в ней своим наружным отверстием мужской мочеиспускательный канал, через который у мужчин происходит как мочеиспускание (при обычном, невозбуждённом состоянии пениса), так и семяизвержение.

Головка содержит большое количество нервных окончаний, что делает её чрезвычайно чувствительной к прикосновению, и соответственно, главной мужской эрогенной зоной, отвечающей за рефлекторное достижение семяизвержения.
От рождения у представителей мужского пола головка прикрыта кожными складками крайней плоти и обычно может быть обнажена только по достижении половой зрелости. Внутренний листок крайней плоти богат увлажняющими головку вырабатываемой ими смегмой сальными железами. С нижней стороны пениса крайняя плоть крепится к головке уздечкой, натягиваемой при отведении крайней плоти за головку.
У женщин головке мужского полового члена генетически и отчасти структурно соответствует (гомологична) обычно намного меньшая по размерам головка женского полового органа — клитора, тоже прикрытая своей крайней плотью и прикреплённая к ней уздечкой. Однако помимо обычно многократно меньших размеров, делающих его часто трудноразличимым, клитор отличается от мужского полового члена отсутствием прохождения через него мочеиспускательного канала и, соответственно, отсутствием отверстий на головке клитора. Женский мочеиспускательный канал более широкий и короткий, чем мужской, имеет своё наружное отверстие за клитором и перед входом во влагалище, в его преддверии, скрытом малыми и большими половыми губами.

## Анатомия и физиология головки и смежных структур

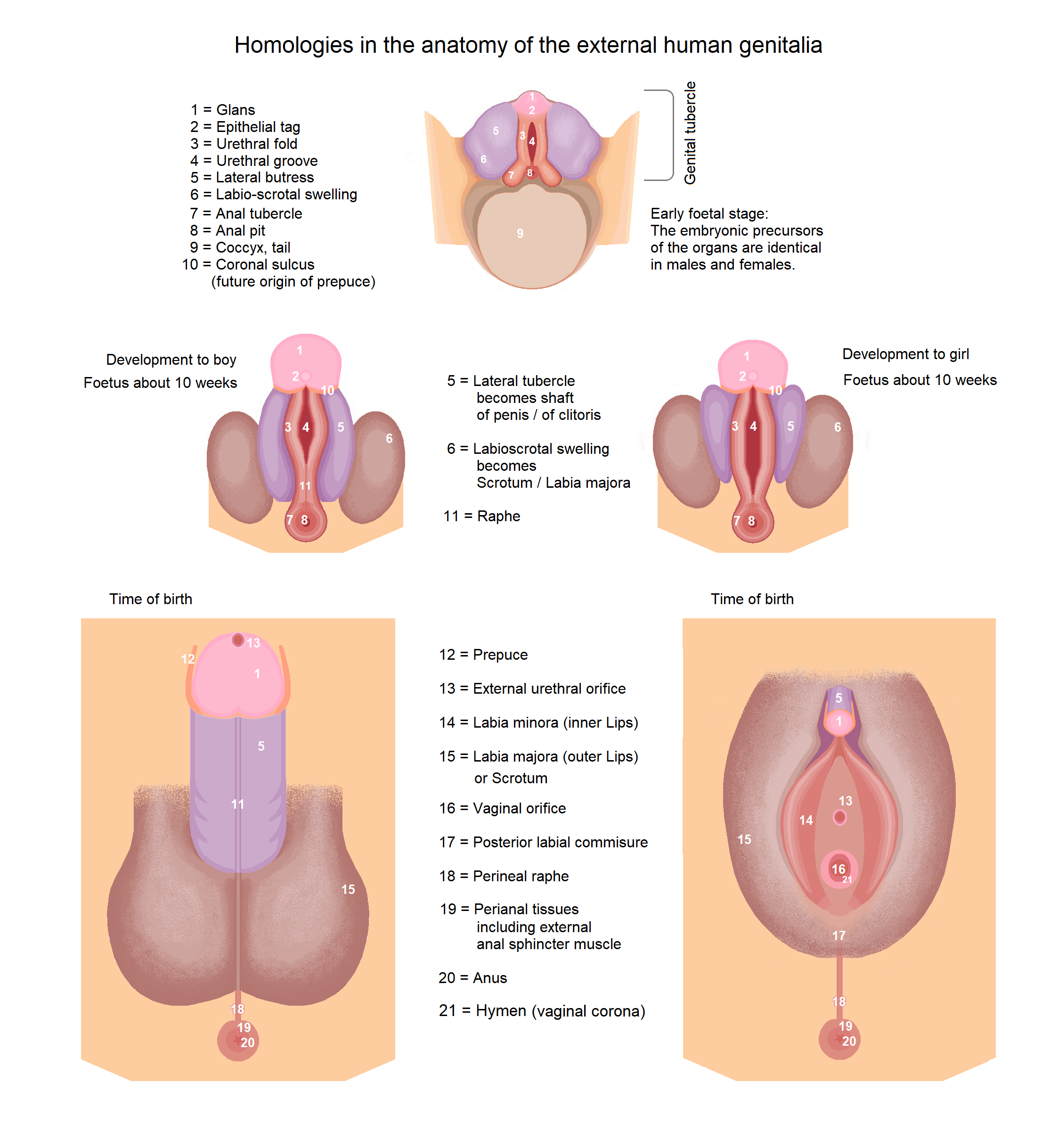
Внутриутробная дифференциация наружных половых органов мужских слева и женских справа. Гомологичные органы обоих полов окрашены одинаковыми цветами

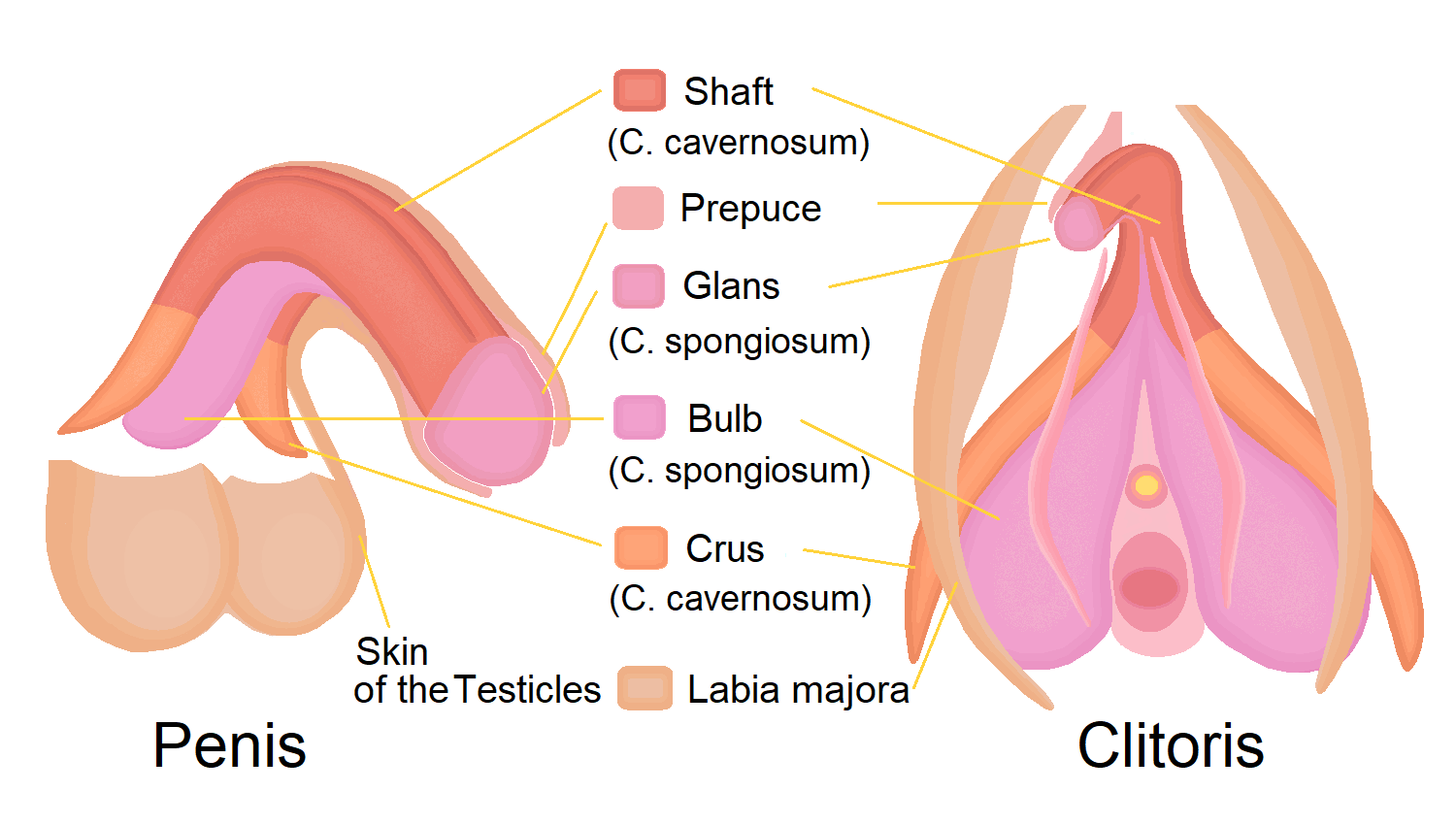
Строение тел пениса (слева) и клитора в продольном разрезе. Glans — головка; foreskin — крайняя плоть пениса, clitoral hood (cut) — крайняя плоть (капюшон) клитора (срезана); corona — Коронка головки полового члена; corpora cavernosa — пещеристые тела; corpus spongiosum — губчатое тело; urethra — уретра.

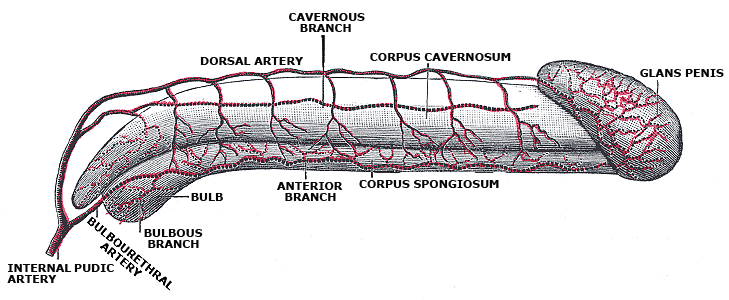
Схема внутреннего строения и кровоснабжения пениса (вид сбоку, кожный покров снят): Glans penis — головка полового члена, corpus cavernosum — (правое) пещеристое тело, corpus spongiosum — губчатое тело, bulb — луковица мочеиспускательного канала, dorsal artery — дорсальная артерия, bulbourethral artery — бульбоуретральная артерия

Головка имеет примерно форму конуса со скруглённой вершиной или полушария, имеющего снизу расширение.
Нижний край головки — венчик — шире тела пениса в месте их сращения, и под венчиком сужение тела пениса образует венечную борозду. Он является её разрастанием при сочленении с пещеристыми телами тела пениса. Венчик и венечная борозда обладают наиболее высокой в мужском организме чувствительностью к механическим эрогенным раздражителям и венчик часто служит главным источником ощущений мужчины во время полового акта при трении о стенки влагалища женщины, которые необходимы для рефлекторного достижения оргазма с выбросом семенной жидкости, обеспечивающим оплодотворение яйцеклетки в полости женских внутренних половых органов.
Венечная борозда имеет кольцевидную форму и служит местом прикрепления эластичного защитного кожного покрова полового члена. Наиболее дальняя от туловища мужчины часть этой кожной трубки, прикреплённая к венечной борозде, называется крайней плотью полового члена. Вне фазы полового возбуждения крайняя плоть свободно свисает, охватывая для защиты от повреждений головку пениса своим внутренним листком и иногда продолжаясь на различные небольшие расстояния за пределы наружного конца головки и тем самым оберегая наружное отверстие мочеиспускательного канала. Она охватывает отверстие с боков, но обычно не закрывает его, хотя в силу её подвижности она может смещаться вбок и отклонять выходящую из него струю мочи.
Половой член состоит из эластичных в спокойном состоянии и способных к кровенаполнению для эрекции расположенных в нём продольно пещеристых и губчатых тел. Они образуют его ствол, снаружи обтянутый кожей. Большая часть ствола по толщине образована пещеристыми телами, между которыми с нижней стороны идёт губчатое тело, внутри которого проходит мочеиспускательный канал. Ствол пениса заканчивается головкой, в которую переходит его губчатое тело. Соответственно, как и ствол, головка способна к кровенаполнению при эрекции, при котором она тоже увеличивается в размерах.
В норме на вершине головки находится наружное отверстие мочеиспускательного канала (уретры). Оно представляет собой небольшую вертикальную щель, прикрытую столь же небольшими эластичными выступами — губками. Они рефлекторно раздвигаются при мочеиспускании и семяизвержении и могут быть разведены на небольшое расстояние извне при необходимости введения медицинским персоналом в уретру средств диагностического исследования её просвета и полости мочевого пузыря (прибора цистоскоп при цистоскопии), а также катетера для опорожнения мочевого пузыря в случаях невозможности его естественного опорожнения при разрастании сдавливающей его шейку аденомы предстательной железы или специфических повреждениях части спинного мозга, контролирующей работу тазовых органов (катетеризация мочевого пузыря). При врождённых нарушениях развития наружное отверстие мужского мочеиспускательного канала может находиться не на вершине головки (гипоспадия), а при эписпадии стенка самого канала в той или иной степени бывает расщеплённой, и расщеплёнными могут быть как сама головка, так и, частично или полностью, и тело полового члена.
Поперечное сечение головки не является идеально круглым, так как в её нижнюю поверхность вдаётся продольная борозда. Образуемый бороздой шов проходит вдоль всего тела пениса и продолжается на мошонке. Борозда и шов возникают в ходе эмбрионального развития при заращении урогенитальной борозды (расщелины), свойственной эмбриону до стадии его половой дифференциации, не зарастающей таким образом у эмбрионов, которые на следующих стадиях будут развиваться по женскому типу, и превращающейся у них в половую щель, содержащую преддверие влагалища, окружённое с боков парами малых и больших половых губ. Большее, чем обычно незарастание этой борозды у лиц мужского пола и представляет собой эписпадию или гипоспадию.

### Сексуальная физиология головки
Головка при эрекции менее упруга, чем само тело пениса, что снижает риск травмирования женских половых органов при половом контакте. Кроме того, головка всегда чувствительнее остальных частей полового члена, так как богата нервными окончаниями. Наиболее чувствительна самая нижняя её часть — венец (коронка).

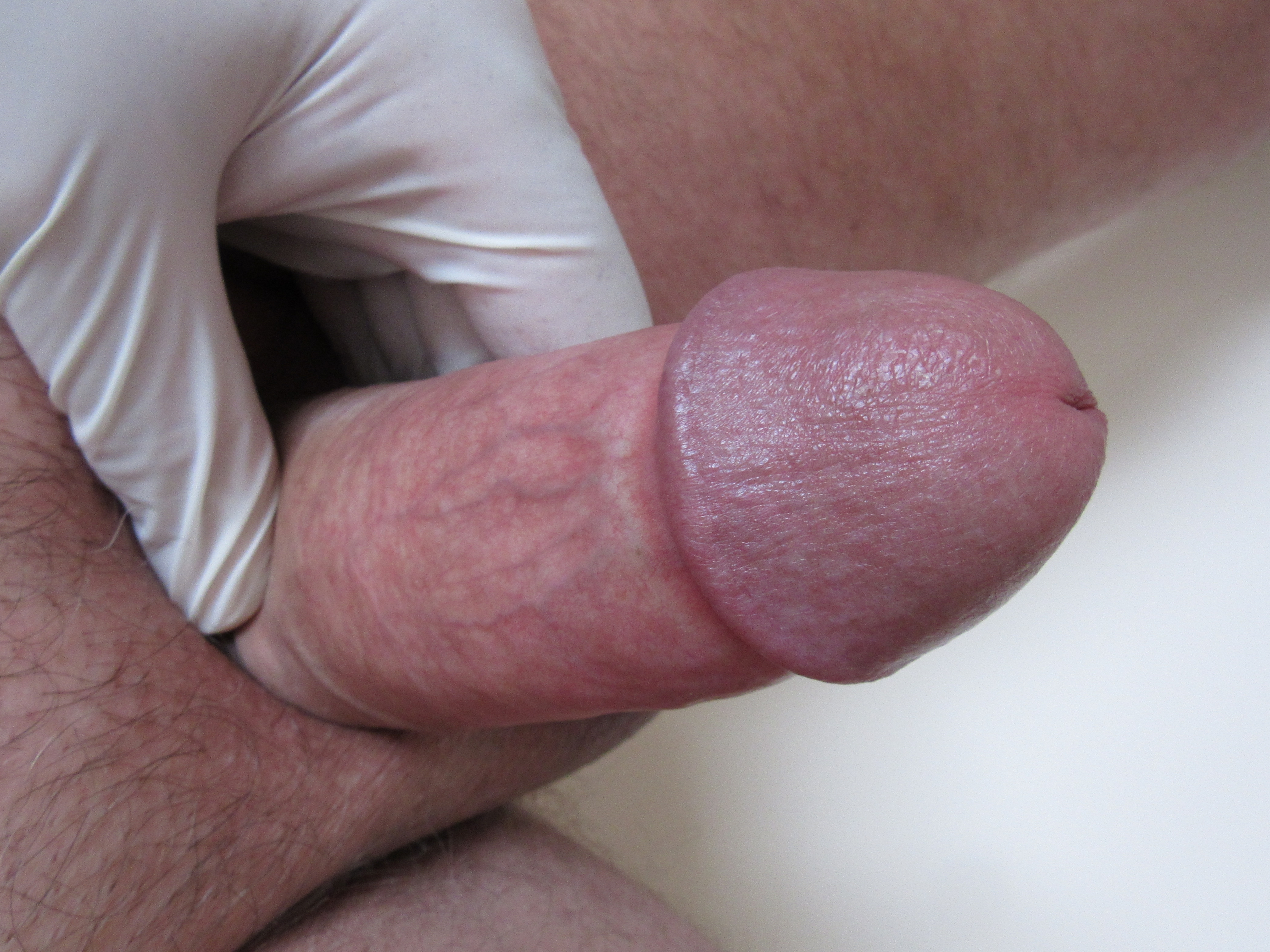
Оценка степени открывания головки.

В нижней части головки полового члена находится уздечка, которая при половом акте оттягивает головку вниз таким образом, что её венец входит в соприкосновение (трётся) со стенками влагалища, возбуждая нервные окончания в венце (коронке) головки и нервные окончания влагалища. Мочеиспускательный и семяизвергающий канал выходит в головку полового члена в виде небольшой щели от 3 до 5 мм.
Головка полового члена пронизана железами, которые поддерживают её поверхность увлажнённой.
Головка является наиболее чувствительной у мужчин эрогенной зоной, и чаще всего именно достижение её нервными окончаниями предела возбуждения служит рефлекторным сигналом для семяизвержения, завершающего активную часть полового акта. Если семяизвержение наступает слишком быстро (особенно до введения полового члена), то специалисты могут вести речь о преждевременном семяизвержении. Для устранения этой проблемы используются различные медицинские технологии, в частности, для снижения чувствительности головки. Например, её обнажение вне полового акта. После обнажения она будет чаще подвергаться воздействиям внешней среды. Радикальным средством такого обнажения является обрезание крайней плоти, более умеренное — сдвигание крайней плоти за головку и удержание её там специальными кольцами-ретракторами, удерживаемыми венчиком головки в венечной борозде. Однако физиологичным от природы является прикрытие головки крайней плотью для её увлажнения и защиты от травм.

### Гомолог головки у женщин
У женщин головке пениса соответствует по генезису, форме и богатству чувствительными нервными окончаниями для осуществления эрогенной функции головка женского полового члена — клитора, который в норме обладает значительно меньшими размерами, чем пенис. В большинстве случаев это единственная видимая снаружи часть самого клитора, тело которого скрыто в лонном сочленении. При половом возбуждении она, как и весь клитор, набухает и является чрезвычайно чувствительной к прикосновению. Она также прикрыта в разной степени своей защитной складкой кожи — крайней плотью клитора — и соединяется с ней уздечкой.

## Гигиена головки и крайней плоти

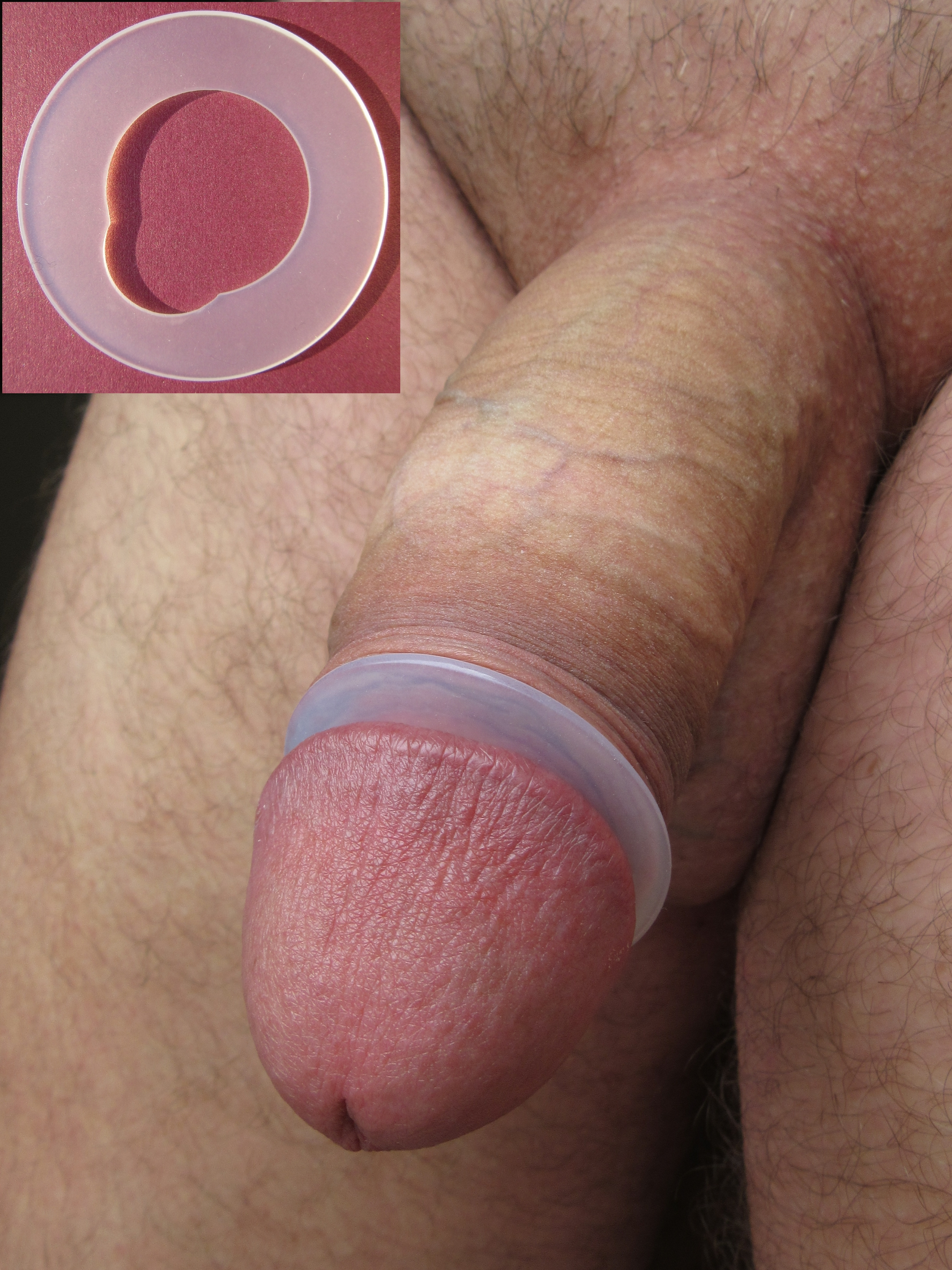
Силиконовое кольцо-ретрактор позволяет держать головку постоянно открытой.

До достижения половой зрелости крайняя плоть обычно не отделена от головки пениса. После достижения половой зрелости между крайней плотью и головкой в зоне венечной борозды, отделяющей головку от тела полового члена появляются вязкие белесоватые выделения — смегма, служащие смазкой и увлажнением для защиты чувствительной зоны от высыхания и раздражения. Однако их накопление может привести к появлению неприятного запаха и формированию среды для размножения болезнетворных бактерий, вызывающих воспаление. Поэтому среди прочих гигиенических процедур требуется регулярное удаление секрета с очищением головки и крайней плоти, которое становится возможным при отведении кожи полового члена с крайней плотью назад для полного обнажения головки.
История медицины полагает, что, поскольку в условиях пустынного жаркого климата с присущим ему дефицитом воды для омовений у народов стран Западной Азии такие воспаления могли встречаться часто, а их причины и способы предотвращения были неочевидны, то именно для их предотвращения в возникших там религиях (иудаизм, а затем ислам) было введено обрезание, после которого головка полового члена постоянно обнажена и смегма не скапливается в окружающем углублении. По гигиеническим соображениям обрезание стало практиковаться и вне данных религий, в том числе в Соединённых Штатах Америки. Тем не менее от природы крайняя плоть не является лишней, так как служит для защиты легкотравмируемой головки полового члена от внешнего воздействия и при соблюдении гигиенических норм воспалений в этой зоне можно избежать.

## Патологические состояния головки полового члена
Как и у других органов, патологические состояния здесь могут быть врождёнными и приобретёнными, острыми и хроническими, инфекционно-воспалительными и неинфекционными (например, нарушения развития).
Нарушения развития и воспаления связаны с состоянием как данного органа, так и окружающих органов и тканей. Так, воспалительные заболевания головки часто сопровождаются воспалением окружающей её крайней плоти, к чему может приводить аномальное сужение последней, затрудняющее удаление из зазора между ними смегмы и остатков мочи.

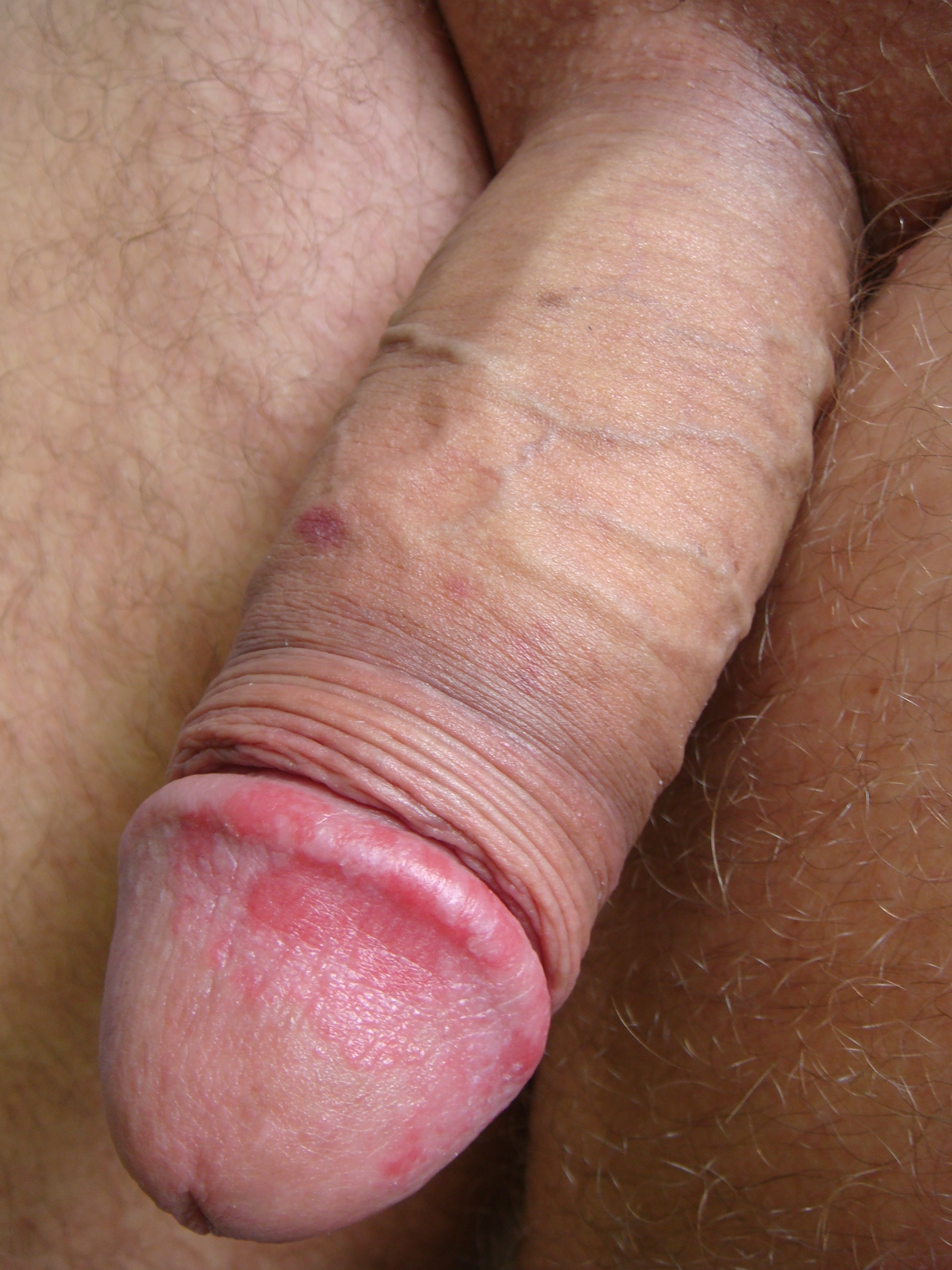
Баланит — воспаление кожи головки полового члена.

- Фимоз — сужение крайней плоти, при котором головка полового члена не открывается совсем или вызывает боль.
- Баланит — воспаление кожи головки полового члена.
- Перламутровые папулы — физиологичная особенность строения.
- Эписпадия — частичное или полное расщепление передней стенки мочеиспускательного канала.
- Гипоспадия — расположение наружного отверстия мочеиспускательного канала не на вершине головки полового члена, а на его боковой поверхности.
- Микропенис — в особо тяжких случаях головка может полностью прятаться внутрь тела больного. Явление может так же вызываться скрытым половым членом[6][7].